# M/S Friesland
M/S Friesland är ett nederländskt passagerarfartyg som byggdes år 1956 på Scheepswerf en Machinefabriek Alphen P. de Vries Lentsch i Alphen aan den Rijn åt rederiet Terschellinger Stoomboot Maatschappij i Terschelling.
Fartyget sattes in på en rutt 
mellan Terschelling och Harlingen. Hon hade plats för 1 270 passagerare, senare omklassad till 1 000, och 16 personbilar och var rederiets flaggskepp.
I mars 1988 såldes hon till Rederij Carolina i Zwijndrecht och  döptes om till Carolina för att göra tjänst som partyfartyg i Rotterdamområdet.
År 1992 övertogs Carolina av Rederij Friesland och döptes om till Friesland. Fyra år senare såldes hon till Rederij Gebhard i  Zierikzee som använde henne till korta kryssningar. Sommaren 2005 sattes hon in på en rutt mellan Enkhuizen och  Medemblik.

## Trekantstrafik
Om sommaren går Friesland i turisttrafik tillsammans med 
Museijärnvägen Hoorn–Medemblik med start i Hoorn och retur från Enkhuizen med Nederlandse Spoorwegen.